# Jan Józef Rateau
Jan Józef Rateau, fr. Jean-Joseph Rateau (ur. 18 listopada 1758 w Bordeauxze, zm. 2 września 1792 w Saint-Germain-des-Prés) – francuski błogosławiony Kościoła katolickiego, prezbiter.
Po przyjęciu w 1788 roku święceń kapłańskich podjął działalność duszpasterską w diecezji paryskiej. Dalsze studia kontynuował na Sorbonie i tam uzyskał stopień doktora. Gdy w rewolucyjnej Francji nasiliło się prześladowanie katolików od 1792 roku ukrywał się. Uwięziony za sprawą denuncjacji w opactwie Saint-Germain-des-Prés. Zginął z rąk tłumu, który wcześniej wymordował przewożonych z merostwa do opactwa więźniów, w czasie masakr wrześniowych.
Jan Józef Rateau został beatyfikowany 17 października 1926 wraz z 190 innymi męczennikami francuskimi przez papieża Piusa XI.